# Corgatha thyridioides
Corgatha thyridioides är en fjärilsart som beskrevs av Sir George Hamilton Kenrick 1917. Corgatha thyridioides ingår i släktet Corgatha och familjen nattflyn. Inga underarter finns listade i Catalogue of Life.